# Frankie Knuckles

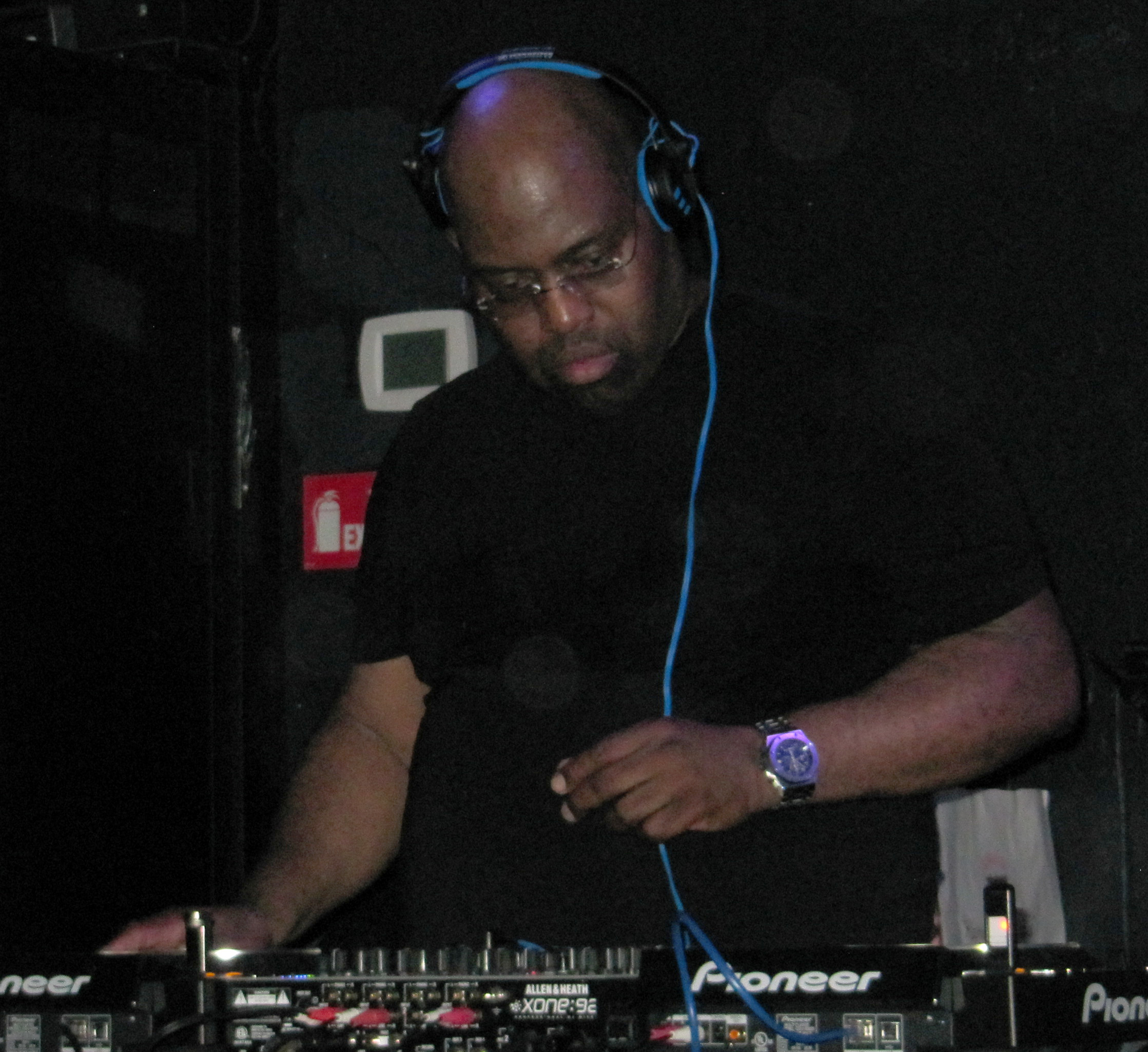
Frankie Knuckles in San Francisco (2012)

Frank Warren „Frankie“ Knuckles Jr. (* 18. Januar 1955 in der Bronx, New York City; † 31. März 2014 in Chicago) war ein US-amerikanischer DJ und Musiker, der als „Godfather of House“ („Pate des House“) galt.

## Leben
Über seinen Freund Larry Levan kam Knuckles bereits in Teenager-Jahren in Kontakt zur aufkeimenden Disco- und Dance-Szene. Sie interessierten sich vor allem für die Disc-Jockeys, und Knuckles erhielt 1972 zum ersten Mal die Gelegenheit, an den Plattentellern zu stehen: Er wurde von Tee Scott für sechs Monate für den Club Better Days engagiert. Levan und Knuckles durften zudem Nicky Siano (DJ in The Gallery) beim Vorbereiten der Partys helfen. Von 1972 bis 1976 halfen sie auch im Continental Baths, wo Knuckles seine Fertigkeiten als DJ ausbauen konnte.
Mitte der 1970er Jahre zog der New Yorker Robert Williams nach Chicago, um dort einen neuen Club zu eröffnen. Über einen gemeinsamen Freund gelangte er an Knuckles und beauftragte, nachdem Levan abgesagt hatte, ihn als DJ. Dort wurde er Resident-DJ im legendären Warehouse, in dem durch Knuckles’ revolutionäre Mix-Techniken aus der Disco- und RnB-Musik schließlich House entstand.
Als das Warehouse 1982 seine Eintrittspreise verdoppelte, war Knuckles empört und verließ den Club. Er eröffnete das Power Plant. Gegen Mitte der 1980er verdrängte Hip-Hop die House-Szene und das Power Plant schloss 1986. 1987 versuchte es Knuckles erneut und eröffnete den Club Power House, der aber durch die Behörden schnell wieder geschlossen wurde.
Ende der 1980er Jahre musste er Chicago verlassen, nachdem er mit Jamie Principle mehrere Tracks aufgenommen und diese hinter dessen Rücken gleich an zwei Labels verkauft hatte; Principle nahm daraufhin den Track Knucklehead auf. Obwohl die frühe House-Music-Szene oft mafiaähnliche Geschäftspraktiken aufwies, war Knuckles nach dieser Aktion in der Chicagoer Szene zunächst eine unerwünschte Person und zog nach New York City.
In den 1990er Jahren war Knuckles sechs Jahre lang Resident-DJ im New Yorker Sound Factory. Außerdem wurde er weltweit gebucht und tourte um den ganzen Globus.
Als Remixer war Knuckles unter anderem für Michael Jackson, die Pet Shop Boys und Diana Ross tätig und gewann 1998 den Grammy Award for Best Remixed Recording, Non-Classical.

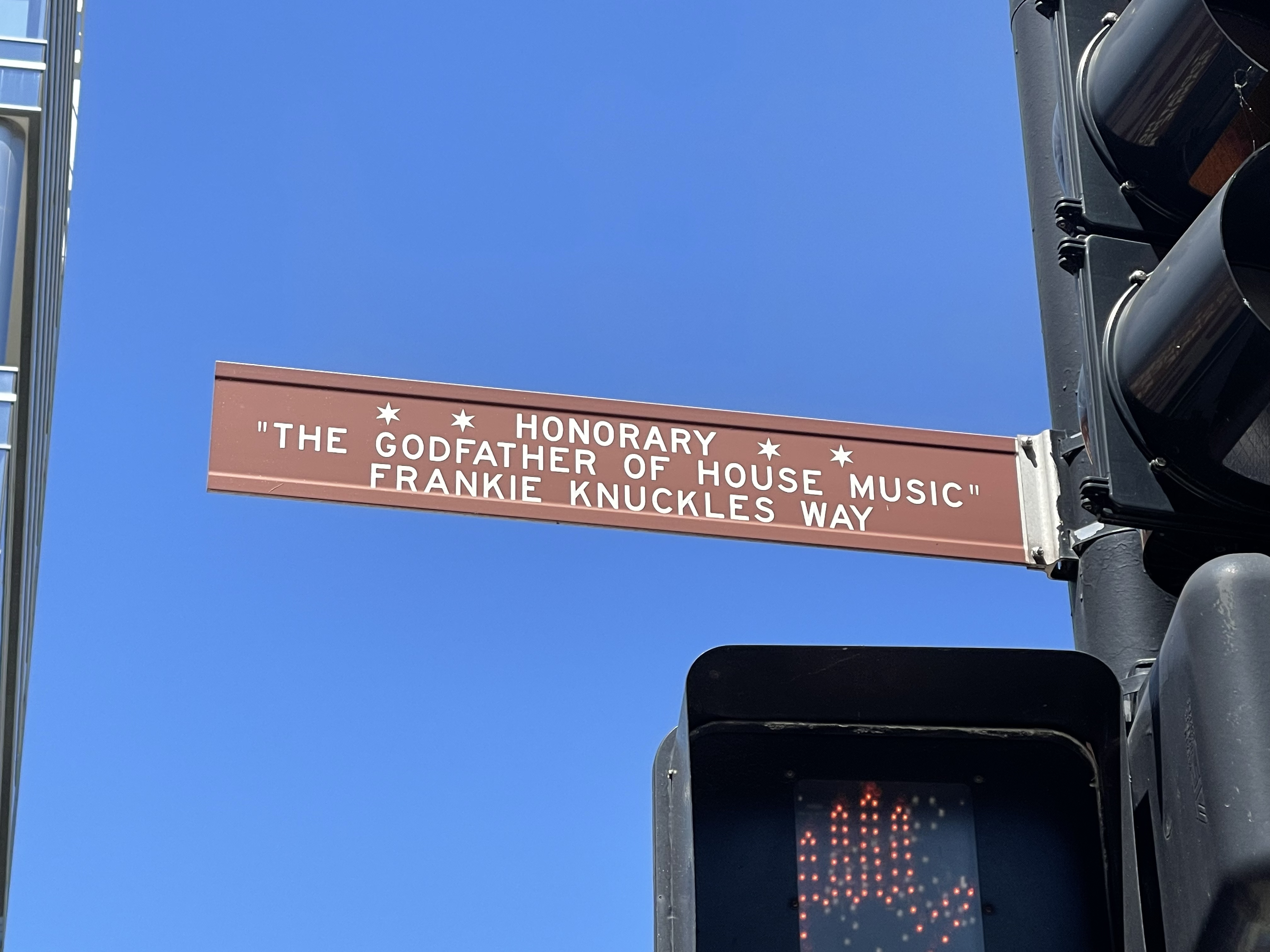
Straßenschild für den "Frankie Knuckles Way" in Chicago

In Chicago wurde die Straße, an der das Warehouse lag, am 25. August 2004 in Honorary Frankie Knuckles Way umbenannt. 2005 erfolgte seine Aufnahme in die Dance Music Hall of Fame.
Am 31. März 2014 starb er an einer Diabetes-Erkrankung.

## Diskografie (Auswahl)
Alben
- 1991: Beyond the Mix (Virgin Records America)
- 1995: Welcome to the Real World (feat. Adeva; Virgin)
- 2004: A New Reality (Definity Records)

Singles
- 1989: Your Love (UK: Silber)[5]
- 1991: The Whistle Song

Remixe
- 1989: Rufus & Chaka Khan – Ain’t Nobody (Remix)